# Confessions of a Horror Baby
Confessions of a Horror Baby è una webserie del 2010.

## Trama
In ogni puntata il giovane Chris Moore conduce gli spettatori in un viaggio direttamente nel lato più oscuro di Hollywood: quello dei film horror.

## Episodi

### Prima stagione (2010)
- Horror House on Highway Five
- Deadly Games
- Class Reunion Massacre
- The Stay Awake

### Seconda stagione (2011)
- Night Warning
- Curtains
- Epitaph
- Mortuary